# Луций Емилий Лонг
Луций Емилий Лонг (на латински: Lucius Aemilius Longus) e политик и сенатор на Римската империя през 2 век.
През 146 г. Лонг е суфектконсул заедно с Квинт Корнелий Прокул.